# Ikositetraeder
Mit Ikositetraeder bezeichnet man allgemein ein Polyeder deren Oberfläche sich aus 24 ebenen Polygonen zusammensetzt. Eine wesentliche Bedeutung besitzt praktisch nur das in der Mineralogie gebräuchliche Deltoidalikositetraeder, welches besondere Symmetrien aufweist.

## Typen
| Bezeichnung                     | Zusammensetzung                          | Eckenanzahl | Kantenzahl | Bild |
| ------------------------------- | ---------------------------------------- | ----------- | ---------- | ---- |
| Deltoidalikositetraeder         | 24 Drachenvierecke                       | 26          | 48         |      |
| Tetrakishexaeder                | 24 Dreiecke                              | 14          | 36         |      |
| Triakisoktaeder                 | 24 Dreiecke                              | 14          | 36         |      |
| Pentagonikositetraeder          | 24 Fünfecke                              | 38          | 60         |      |
| dreifach erweitertes Dodekaeder | 15 Dreiecke und 9 Fünfecke               | 23          | 45         |      |
| Disphenocingulum                | 20 gleichseitige Dreiecke und 4 Quadrate | 16          | 38         |      |